# Brajakovo Brdo
Brajakovo Brdo är en ort i Kroatien.   Den ligger i länet Karlovacs län, i den centrala delen av landet, 50 km sydväst om huvudstaden Zagreb. Brajakovo Brdo ligger 232 meter över havet och antalet invånare är 148.
Terrängen runt Brajakovo Brdo är platt åt sydost, men åt nordväst är den kuperad. Runt Brajakovo Brdo är det ganska glesbefolkat, med 40 invånare per kvadratkilometer. Närmaste större samhälle är Karlovac, 9,5 km öster om Brajakovo Brdo. Omgivningarna runt Brajakovo Brdo är en mosaik av jordbruksmark och naturlig växtlighet.